# Otomar Bistřický
Otomar Bistřický (26. května 1880 Jindřichův Hradec – 18. března 1949 Jindřichův Hradec) byl československý politik a poslanec Národního shromáždění za Republikánskou stranu zemědělského a malorolnického lidu (agrárníky).

## Biografie
Narodil se 26. května 1880 v Jindřichově Hradci. Vychodil čtyři třídy reálné školy v Českých Budějovicích. Profesí byl rolník. Podle údajů z roku 1935 bydlel v Jindřichově Hradci. Od roku 1920 do roku 1922 byl starostou Jindřichova Hradce. V roce 1938 se stal starostou Národní jednoty pošumavské. V období let 1935–1945 byl starostou Sokola.
V parlamentních volbách v roce 1925 se stal za Republikánskou stranu zemědělského a malorolnického lidu poslancem Národního shromáždění a mandát obhájil ve všech následujících volbách, tedy v parlamentních volbách v roce 1929 i parlamentních volbách v roce 1935. Poslanecké křeslo si oficiálně podržel do zrušení parlamentu roku 1939, přičemž krátce předtím ještě v prosinci 1938 přestoupil do nově vzniklé Strany národní jednoty.